# Chiesa di San Marco (Bergamo)
La chiesa di Santa Maria e di San Marco è un luogo di culto cattolico di Bergamo, conosciuta unicamente come chiesa dedicata a Marco evangelista, prese nome all'antico ospedale fondato nel 1458, ed è posta sulla piazzetta omonima.

## Storia
Nel 1458 per volontà del vescovo di Bergamo Giovanni Barozzi in accordo con il Magnifico Consiglio cittadino, essendoci sul territorio la presenza di ben undici ospedali di piccole dimensioni, diede ordine di costruire un unico grande ospedale posto nella parte bassa della città orobica dedicato a san Maria Vergine, in onore di quello che era posto nella vicinia Antescolis e che era gestito dalla Congregazione della Misericordia Maggiore. Dedicandolo anche a san Marco evangelista in onore della repubblica di Venezia, prendendo il nome di grande ospedale di San Marco. L'edificio fu realizzato su progetto cinquecentesco di Pietro Isabello. Proprio nella vicina di Antescolis vi erano ricoverati ancora nel 1460 gli esposti, cioè i bambini abbandonati. Questi erano gestiti fino dal 1170 dall'ordine dei crocigeri di borgo san Leonardo come concesso dal privilegio del vescovo Guala di Bergamo.
La chiesa fu edificata vicino a quella antica dedicata a sant'Antonio abate detta sant'Antonio in prato o  di Vienne, che venne venduta alle suore di Santa Lucia, ma che dava il nome al borgo, e per molti anni la chiesa veniva chiamata dagli abitanti della contrada:chiesa di Sant'Antonio. La statua a lui dedicata è oggetto di devozione, inoltre per molti anni sul sagrato veniva festeggiato il 17 gennaio con la festa dei Biligocc, la festa delle castagne.
Non vi è la data esatta di ultimazione dell'edificio ospedaliero realizzato su progetto dell'Isabello, ma papa Pio II il 24 settembre 1459 ordinò ai religiosi di spostarsi presso la nuova sede. La posa della prima pietra avvenne il 12 giugno 1474 su quello che era il grande prato della Fiera di Sant'Alessandro. Numerosi eventi bellici non favorirono la sua costruzione obbligando più volte la sospensione dei lavori. 
La costruzione della chiesa ebbe inizio nel 1572 e fu ultimata nella sua facciata solo nel 1710, su progetto di Giovanni Ruggeri Per alcuni anni nella chiesa venivano celebrati solo gli uffici funebri degli ospiti l'ospedale e degli esposti, e nel 1610 fu costruito un piccolo oratorio in prossimità dedicato a officiare solo i funerali. La chiesa divenne luogo di celebrazioni liturgiche solo dopo la distruzione dell'antica chiesa di Sant'Antonio.
L'ospedale venne distrutto il 1937 e sostituito con la costruzione degli Ospedali Riuniti di Bergamo. Gli archi che caratterizzavano la facciata dell'ospedale furono eliminati e parzialmente spostati sul lato a sud della chiesa.
Nell'arco del XX secolo furono molti i lavori di manutenzione e consolidamento eseguiti nella chiesa, come l'innalzamento della torre campanaria, e la ripavimentazione del sagrato e il rinnovo del presbiterio.

## Descrizione

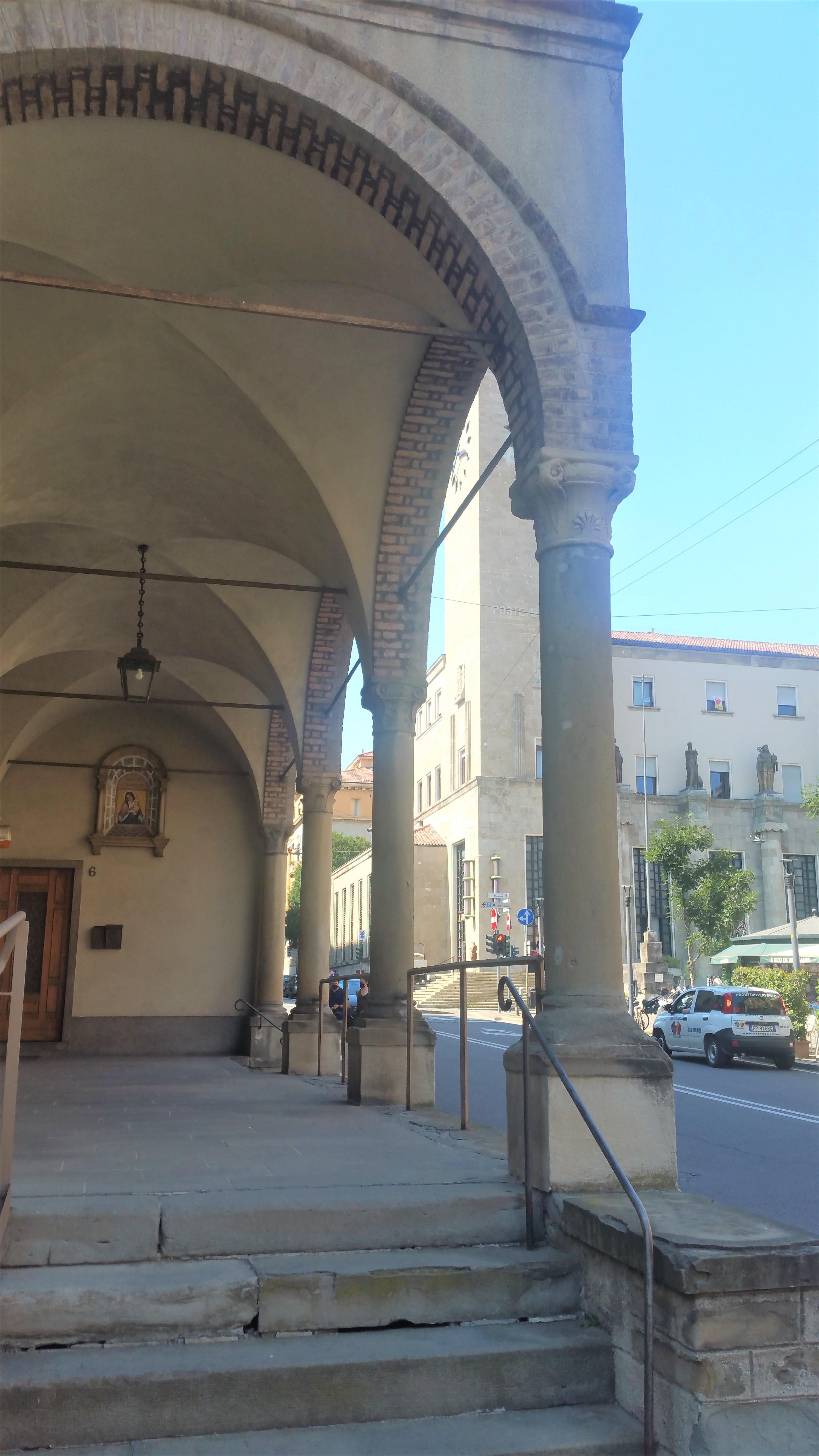
Loggiato della chiesa di San Marco

### Esterno
La chiesa posta sulla piazza omonima ha il classico orientamento a est. La pavimentazione della piazza in ciottolato di fiume, è divisa da strisce in marmo di Zandobbio con parti disposte in diagonale. 

La facciata della chiesa è disposta su due ordini in marmo di Zandobbio. La parte inferiore è in stile dorico mentre quella superiore ionico. La facciata è anche tripartita da quattro lesene e contro-lesene. Nella parte centrale le lesene sono composte da colonne con zoccolatura e capitelli. Il portale è preceduto da una gradinata e terminante con timpano sagomato, mentre le sezioni laterali sono complete di due aperture rettangolari con contorno in marmo complete di coronamento e gocciolatoio, e precedute da una gradinata di minor alzate. Queste in precedenza erano gli ingressi laterali all'aula. Superiore vi sono due bassorilievi raffiguranti a destra l'apparizione della Madonna a un sacerdote, e a sinistra Cristo che appare a san Francesco.

La facciata prosegue nel secondo ordine separata da una trabeazione e da un cornicione. Nella parte superiore proseguono le lesene e le colonne centrali. La grande finestra con architrave ad arco illumina l'aula. Due aperture ovali sono poste nelle sezioni laterali. La facciata termina con la trabeazione e il cornicione, e nella parte centrale con il grande timpano curvo. Le lesene della facciata terminano con le statue dei santi Pietro, Paolo, Antonio abate, Alessandro, e centrale la grande statua raffigurante la Madonna Immacolata, opere realizzate da Giovanni Antonio Sanz. Il portale bronzeo, con episodi e personaggi in altorilievo inerenti all'eucaristia, è opera dello scultore Piero Brolis, su disegno dell'ingegnere Luigi Angelini,  e fu collocato nel 1959.
Il lato a sud presenta parte dell'antica architettura composta da dieci archi realizzata su progetto dell'Isabello, e ricostruita dopo la distruzione dell'ospedale e la costruzione del Palazzo San Marco progetto di Dante Fornoni.

### Interno

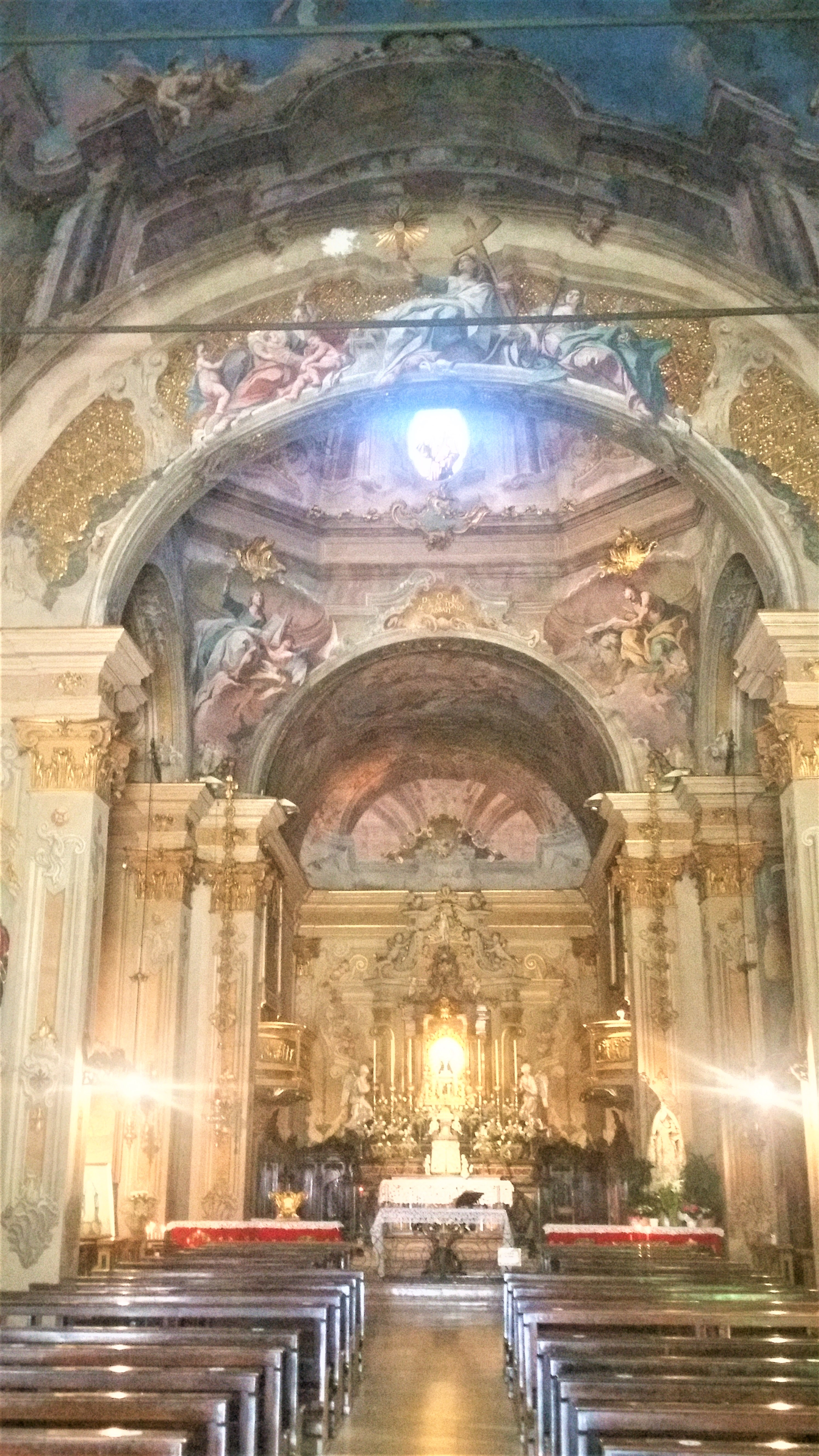
L'interno

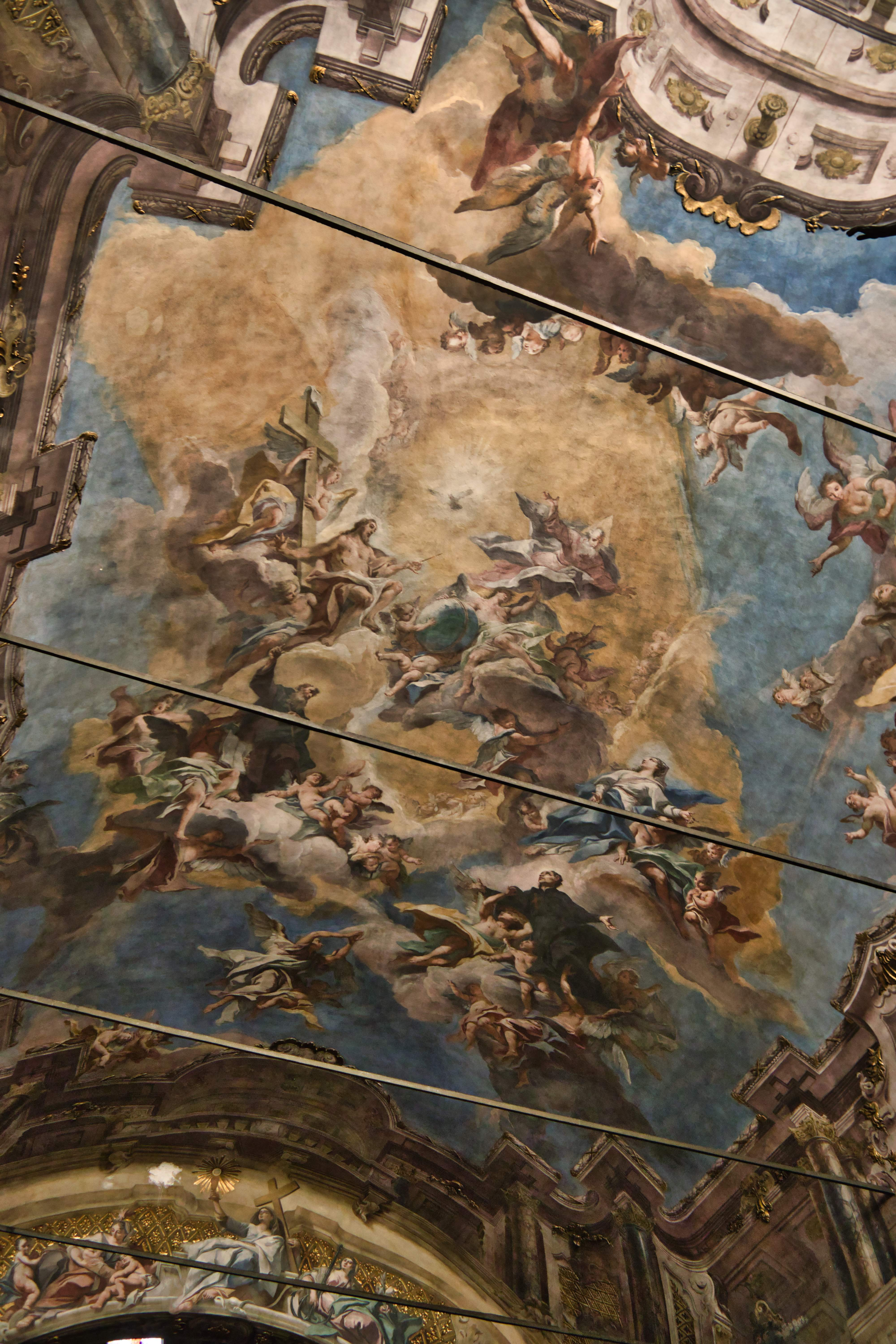
Affresco sulla volta della navata dipinto nel 1747 da Carlo Innocenzo Carloni con soggetti eucaristici

L'interno a navata unica, a croce latina, con un restringimento dove vi è la cupola ottagonale completa di quattro finestre che danno luce all'interno. Il transetto ha due cappelle poste sul transetto. Le pareti e la volta dell'aula sono state affrescate con soggetto eucaristico da Carlo Innocenzo Carloni nel 1747. La cappella a destra è dedicata al Crocifisso, mentre corrispondente quella dedicata alla Madonna con il dipinto Madonna col Bambino e santi Alessandro e Marco evangelista di Giambettino Cignaroli. La cappella ospita la grande immagina dei san Cristoforo facente parte della chiesa originaria. L'abside è stata affrescata da Gian Paolo Cavagna.
Il presbiterio è rialzato rispetto all'aula di due gradini, ed è a pianta rettangolare con la volta a botte. L'abside a forma piatta conserva il coro ligneo.

L’altare maggiore, progettato dall'Angelini,  risale agli anni 1941-1943. I marmi furono forniti dalla ditta Camillo Remuzzi e Figli di Bergamo, che curò anche la costruzione. I due angeli oranti sono opera di Gianni Remuzzi, mentre il tronetto eucaristico è opera di Giovanni Avogadri.
i.